# Sándor Zombori
Sándor Zombori (Pécs, 31 ottobre 1951) è un ex calciatore ungherese, di ruolo centrocampista.

## Carriera
Con la nazionale ungherese prese parte ai Mondiali 1978.

## Palmarès

### Club

#### Competizioni nazionali
- Campionato ungherese: 1

Vasas: 1976-1977
- Coppa d'Ungheria: 1

Vasas: 1980-1981